# Luciano Michelini
Luciano Michelini (1945) è un compositore, pianista, organista e arrangiatore italiano.

## Biografia
Ha studiato al Conservatorio Santa Cecilia e si è diplomato in pianoforte con Vera Gobbi Belcredi, in composizione con Armando Renzi e in direzione d'orchestra con Franco Ferrara. Ha svolto attività di docenza, insegnando al Conservatorio di Santa Cecilia, al Pontificio istituto di musica sacra e alla Scuola di Musica Tommaso Ludovico Da Victoria.
Come pianista, arrangiatore e direttore d'orchestra Michelini ha lavorato per la RCA, per Ricordi e Cam. Ha collaborato a lungo con Severino Gazzelloni, con il quale ha inciso più di quaranta LP.
Ha composto le colonne sonore di numerosi film. Il suo pezzo più noto è un brano musicale intitolato Il barone rosso, composto nel 1974 per il film La bellissima estate, diretto da Sergio Martino, nel quale il personaggio del barone rosso è interpretato da Lino Toffolo. Il brano nei decenni successivi è stato spesso usato in spot pubblicitari e anche nel programma televisivo de Le Iene; è poi diventato molto popolare, con il titolo Frolic, come sigla della sitcom statunitense di successo, Curb Your Enthusiasm.
Nel 1993-94 Michelini ha diretto l'Orchestra Sinfonica Abruzzese per il Pontificio Oratorio di S. Pietro a Roma.
Nel 2024 è presente nel documentario Pretendo l'inferno di Eugenio Ercolani.
È fratello del giornalista e politico Alberto Michelini

## Colonne sonore (selezione)
- Il Decamerone nero, regia di Piero Vivarelli (1972)
- Il gioco della verità, regia di Michele Massa (1974)
- La bellissima estate, regia di Sergio Martino (1974)
- La profonda luce dei sensi (1974)[5]
- La polizia accusa: il Servizio Segreto uccide, regia di Sergio Martino (1975)
- La città gioca d'azzardo, regia di Sergio Martino (1975)
- Morte sospetta di una minorenne, regia di Sergio Martino (1975)
- L'isola degli uomini pesce, regia di Sergio Martino (1979)
- Qualcuno pagherà, regia di Sergio Martino (1988)
- American Risciò, regia di Sergio Martino (1989)
- Mal d'Africa, regia di Sergio Martino (1990)
- La ragazza di Cortina, regia di Giancarlo Ferrando (come Maurizio Vanni) (1994)